# Clare Valley
La vallée de Clare ou en anglais Clare Valley est une vallée située en Australie-Méridionale à environ 100 kilomètres au nord d'Adélaïde, dans le district des vallées Clare et Gilbert.
Il s'agit de la vallée fluviale formée par la rivière Hutt, mais elle est également fortement associée à la rivière Hill, qui en est à peu près parallèle. La vallée est traversée par la Horrocks Highway (en).
Les villes de la vallée le long de cette route du sud au nord sont Auburn, Leasingham, Watervale, Penwortham, Sevenhill et Clare.
La caractéristique géographique a donné naissance à l'appellation de région viticole de Clare Valley.

## Histoire
Les premiers habitants de la vallée de Clare sont le peuple Ngadjuri.
Le premier Européen à avoir exploré la vallée est John Hill au début d'avril 1839 lorsqu'il visite et nomme la rivière Hutt. La rivière Hill, voisine de la Hutt, sera plus tard nommée en son honneur. De retour à Adélaïde, il rapporte ses découvertes de terres agricoles potentiellement bonnes à son ami et associé, Edward John Eyre. Eyre informe à son tour John Ainsworth Horrocks (en). Eyre explore plus tard la vallée avec John Baxter lors du voyage de retour de sa deuxième expédition de 1839 dans les régions du nord de l'Australie-Méridionale. Horrocks part avec son serviteur, John Green et s'établit dans la région portant de nos jours le nom de Penwortham. Il s'agit du premier établissement permanent dans la vallée.
En 1840, Edward Burton Gleeson (en) établit le domaine pastoral d'Inchiquin qui deviendra la ville de Clare et en 1848, les jésuites s'installent dans ce qui sera la future ville de Sevenhill. Les colons viennent dans les années 1840 de pays comme l'Angleterre, l'Irlande, la Pologne et la Silésie.
Le 16 février 1983, la vallée de Clare est touchée par les feux de brousse du mercredi des Cendres. Bien qu'il n'y ait eu aucun mort dans la région, plus de 6 100 hectares ont été incendiés, causant des dégâts d'une valeur de 5 millions de dollars. La ligne de chemin de fer entre Clare Showgrounds et Penwortham est gravement endommagée, ce qui entraine sa fermeture définitive. L'ancienne voie ferrée a depuis été transformée en piste cyclable et pédestre connue sous le nom de Riesling Trail (en). Ce sentier goudronné de 35 km relie les villages de la vallée.